# Leonor Fini
Pour les articles homonymes, voir Leonor et Fini.
Leonor Fini, pseudonyme d’Eleonor Fini, née à Buenos Aires le 30 août 1907 et morte à Aubervilliers le 18 janvier 1996, est une peintre surréaliste, graveuse, lithographe, décoratrice de théâtre et écrivaine française d'origine italienne.

## Biographie

### Enfance austro-hongroise et jeunesse italienne
Eleonor Fini naît du mariage d'Herminio Fini, riche homme d'affaires argentin et de Malvina Braun, native de Trieste. La mésentente conjugale fait que, dix-huit mois après la naissance de l'enfant, sa mère Malvina, fuyant la vaste demeure de Buenos Aires, située sur une île dont Herminio Fini est propriétaire et emmenant sa fille, revient à Trieste, alors toujours située dans l'Empire austro-hongrois (la ville deviendra italienne en 1921). Eleonor Fini — les siens l'appellent « Lolò » — passe de la sorte son enfance (les tentatives de kidnappings répétées sans succès par son père afin de la ramener en Argentine contraignent à ce qu'on la travestisse en garçon pendant des années) et son adolescence auprès de sa mère et de sa famille maternelle.
Dans un milieu bourgeois très cultivé, elle est « enfant chouchoutée, mais impossible, renvoyée des écoles et se nourrissant des trésors de la bibliothèque familiale » : son oncle Ernest Braun, restitue Valentina Zacca, « peut être considéré comme le pygmalion de son éducation artistique. Homme de grande culture, il détient un nombre de livres tellement grand qu'il construit dans sa maison une vraie bibliothèque où Eleonor goûte la philosophie du déguisement et l'ivresse du devenir et de l'apparence prêchée par Friedrich Nietzsche ».

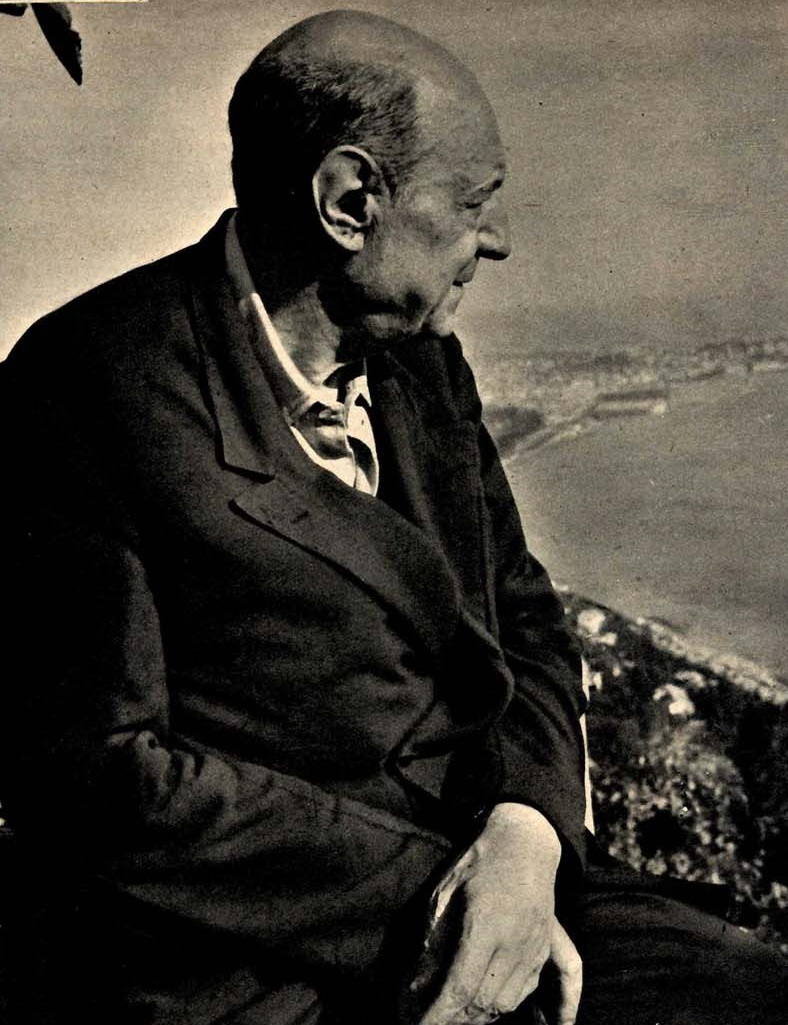
Umberto Saba.

Les influences viennoises et italiennes se télescopent à Trieste et elle acquiert de la sorte une culture cosmopolite, baigne dans les cercles littéraires et intellectuels d'avant-garde propres à la ville et empreints de la pensée de Sigmund Freud, fréquente ainsi Gillo Dorfles, Umberto Saba, Italo Svevo et Roberto Bazlen,, s'intéressant également aux « visions écorchées de Max Klinger ou de Gustav Klimt ». Rejetant les études juridiques auxquelles sa famille la destinait, elle commence à peindre à l'âge de quinze ans, suit également pendant une courte période des cours d'art dramatique.
C'est dans son enfance, que Leonor Fini puise les racines de sa personnalité en évoquant elle-même : « encore enfant, d'un jour à l'autre, j'ai découvert l'attrait des masques et des costumes. Se costumer, c'est l'instrument pour avoir la sensation d'un changement de dimension, d'espèce, d'espace. Se costumer, se travestir est un acte de créativité. Et cela s'applique à soi-même qui devient d'autres personnages ou son propre personnage. Il s'agit de s'inventer, d'être mué, d'être apparemment aussi changeant et multiple qu'on peut se sentir à l'intérieur de soi. C'est l'extériorisation en excès de fantasmes qu'on porte en soi, c'est une expression créatrice à l'état brut ».

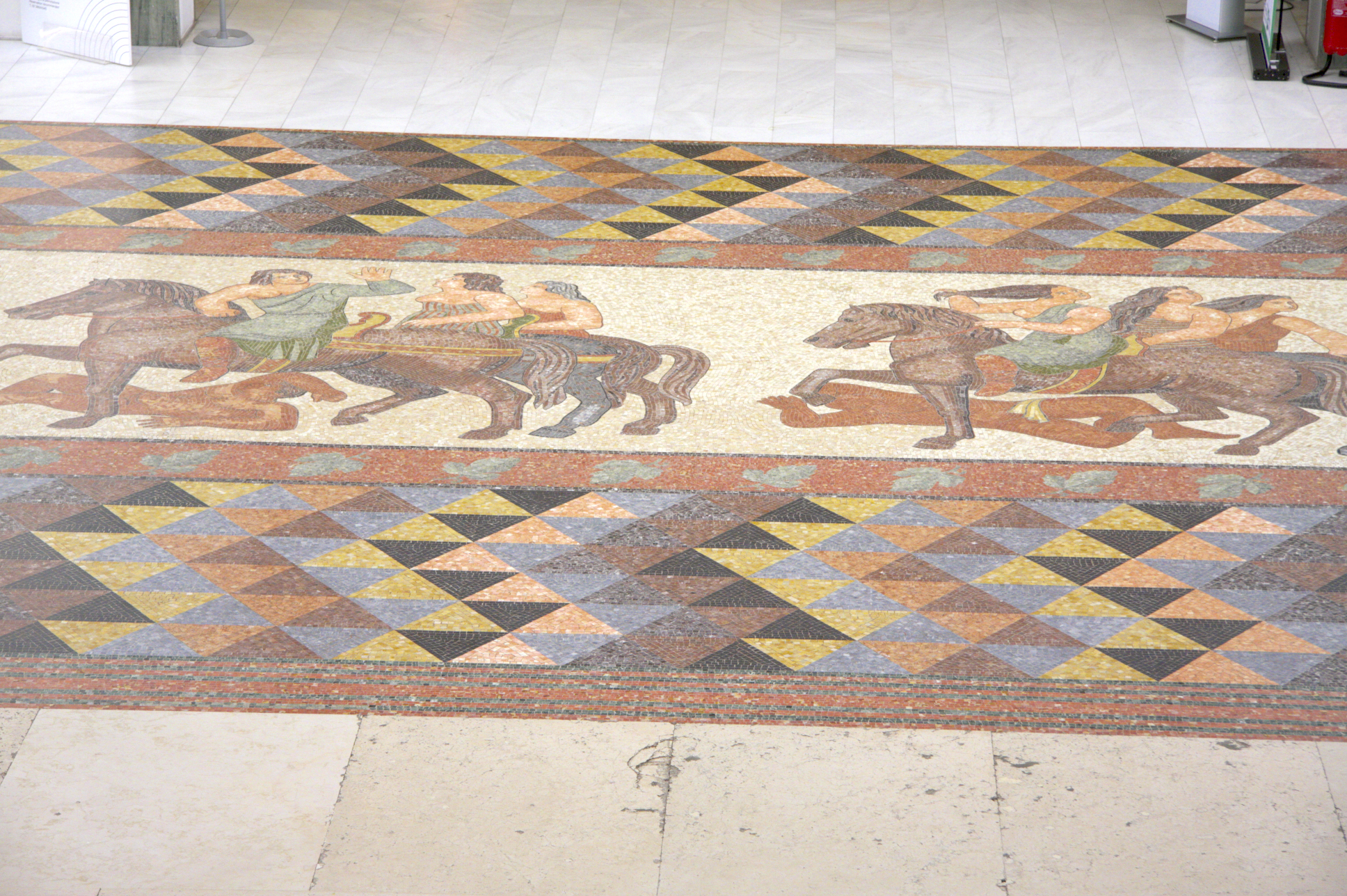
La Chevauchée des Amazones, mosaïque d'Achille Funi et Leonor Fini.

Généralement dite autodidacte, Nadia Pastorcich la restitue cependant comme introduite fort jeune dans le monde des artistes de Trieste, la disant élève d'Edmondo Passauro (1893-1969) et citant parmi ses tout premiers tableaux ses portraits des peintres Carlo Sbisà (1899-1964) et Arturo Nathan (it) (1891-1944).
Elle quitte sa famille à 17 ans pour s'installer à Milan où se tient sa première exposition personnelle en 1929, révélant une peinture « s'astreignant à la discipline austère de l'art gothique et de la Renaissance italienne », s'orientant ainsi vers le classicisme et la peinture tonale, à l'exemple de Carlo Carrà. Elle travaille avec Achille Funi à la mosaïque La Chevauchée des Amazones qui sera présentée en 1933 à la 5e Triennale se tenant au palazzo dell'Arte de Milan.

### À la rencontre des surréalistes

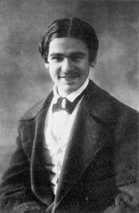
Filippo De Pisis.

Pour rejoindre le prince Lorenzo Lanza del Vasto, frère de Giuseppe (auteur du Pèlerinage aux sources), rencontré à Milan et dont elle est tombée amoureuse, Leonor Fini quitte en 1931 l'Italie pour Paris par le même train que Filippo De Pisis qui va l'introduire dans les salons de Robert de Montesquiou et d'Anna de Noailles et la mettre en relations avec Jules Supervielle, Giorgio de Chirico, Max Jacob, André Breton et les surréalistes. Elle ne partage que brièvement la vie de Lorenzo Lanza del Vasto, s'en séparant au printemps 1932 pour André Pieyre de Mandiargues chez qui elle s'installe, dans un premier temps au 37, boulevard Saint-Germain où vit également Henri Cartier-Bresson, ami d'enfance de Mandiargues. Tous les trois visitent l'Italie du Nord lors de l'été 1932 et en 1933 : elle pose pour le Nu dont on ne voit pas le visage, photographié dans la mer par Cartier-Bresson en 1932, tandis que sur une autre photographie de Cartier-Bresson, en 1933, André Pieyre de Mandiargues, de dos, semble s'accoupler avec elle — dont on ne voit toujours pas le visage — dans la Méditerranée,.

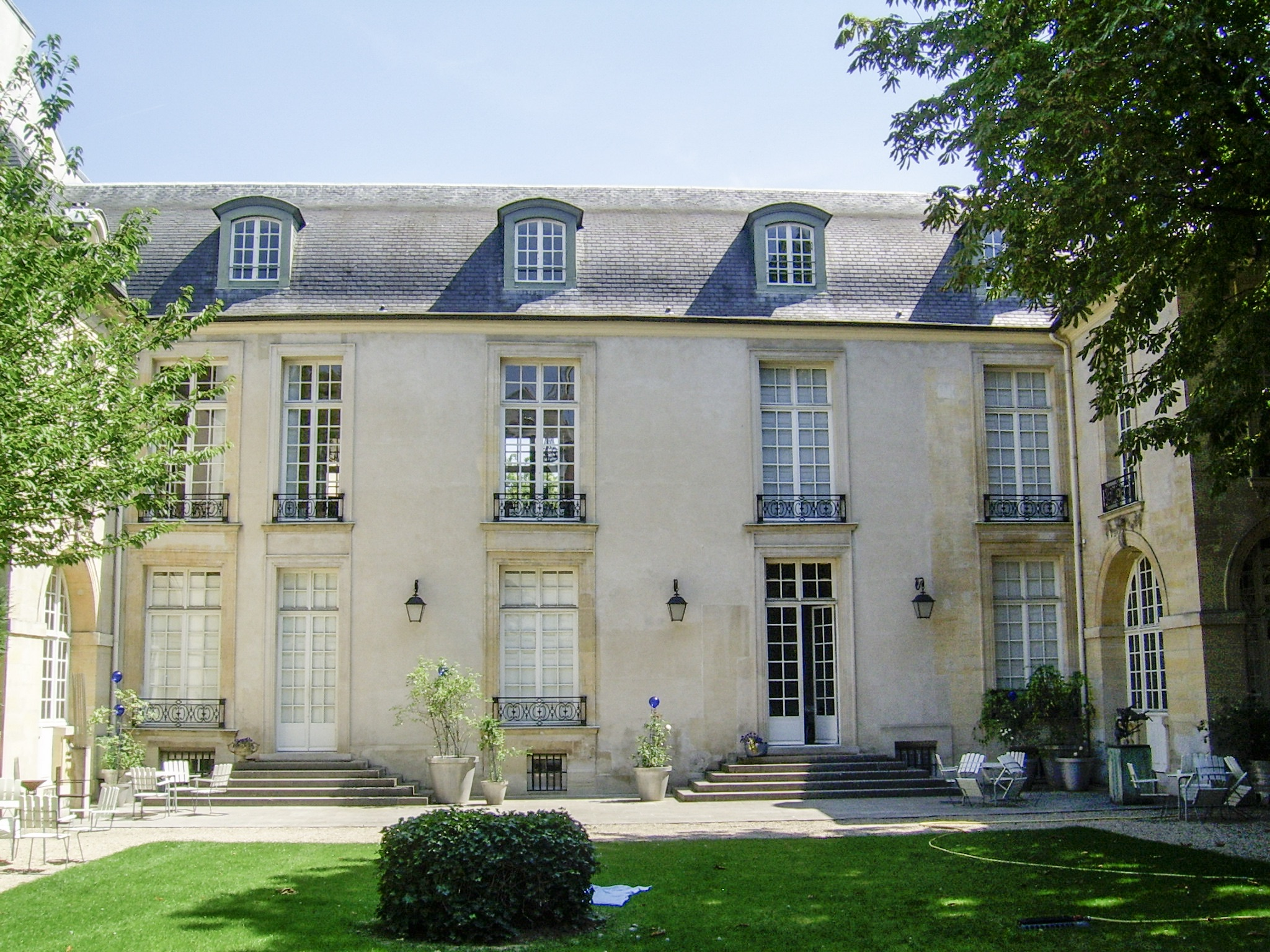
L'hôtel de Marle, rue Payenne à Paris, où Leonor Fini s'installe en 1935.

La première exposition personnelle à Paris de Leonor Fini se tient en novembre-décembre 1932 à la galerie Bonjean qu'à Paris dirige Christian Dior, l'œuvre maîtresse y étant Le Travesti à l'oiseau, portrait d'André Pieyre de Mandiargues avec qui, en 1935, elle s'installe à l'hôtel de Marle situé au 11, rue Payenne. Il fait une rencontre éphémère à Paris avec l'artiste italien Fabrizio Clerici, à la fin des années 1930, rue de la Boétie, 34 à la galerie Jacques Bonjean, fondée par leur ami commun Christian Dior. Dior avait été présenté à Clerici par le collectionneur Jacques-Paul Bonjean, qui l'avait également présenté à Fini; avec elle, ils se sont retrouvés à Milan puis à Rome.
S'inspirant des théories surréalistes, elle expérimente les « dessins automatiques et métamorphiques ». Elle se lie d'amitié avec Georges Bataille, Victor Brauner, Man Ray, Paul Éluard et Max Ernst — avec qui elle connaît une liaison amoureuse — sans jamais intégrer le groupe, n'ayant aucun goût, selon elle, pour les réunions ni les manifestes, ce qui lui vaut l'inimitié d'André Breton. Si elle expose ces dessins avec les surréalistes à la galerie Les Quatre chemins à Paris et aux New Burlington Galleries à Londres, elle va explorer en solitaire un univers onirique mettant en scène des personnages aux yeux clos — des femmes le plus souvent — ou des jeunes gens androgynes, alanguis face à des sphinges protectrices, évoluant ou rêvant dans un climat de fête cérémonielle où l'érotisme flirte avec la cruauté. Chez elle, la femme est sorcière ou prêtresse, belle et souveraine.

### Les années de guerre

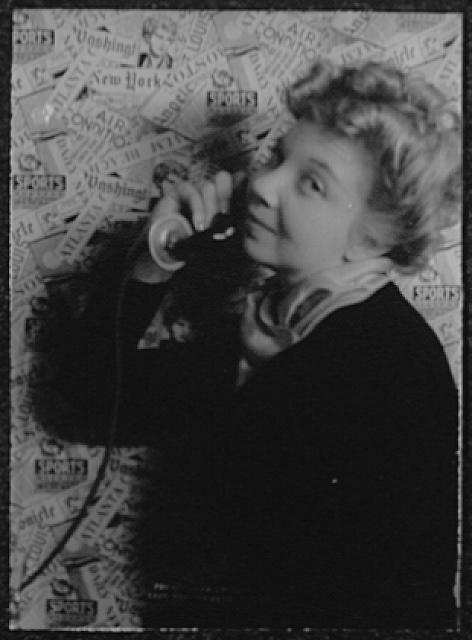
Leonor Fini en 1936.

La première exposition américaine personnelle de Leonor Fini a lieu en février-mars 1939 dans la même Julien Levy Gallery de New York qui, en 1936 lors du premier voyage de l'artiste aux États-Unis, l'accueillait pour une exposition partagée avec Max Ernst.
La Seconde Guerre mondiale la fait s'éloigner de Paris : elle passe une partie de l'été 1939 avec Max Ernst et Leonora Carrington dans leur maison de Saint-Martin-d'Ardèche, vit ensuite quelques mois à Arcachon avec André Pieyre de Mandiargues. Ils y côtoient Salvador Dalí et son épouse Gala, puis elle s'établit à Monte-Carlo en 1940, commençant à y peindre les portraits qui vont pendant plus de vingt ans constituer une part importante de son œuvre, avec ceux notamment de Jacques Audiberti, Jean Genet, Anna Magnani, Valentina Cortese, Enrico Colombotto Rosso (it), Mona von Bismarck, Maria Félix, Maria Casarès, Suzanne Flon, Alida Valli, Margot Fonteyn, Silvia Monfort, Meret Oppenheim, Eddy Brofferio, Jean Schlumberger, Marcel Jouhandeau, Jacques Dufilho, Roger Peyrefitte, Hector Bianciotti, Klaus Mann, Alberto Moravia, Luchino Visconti. Sur une piste de danse de Monte-Carlo, elle fait la connaissance du diplomate italien Stanislao Lepri (1905-1980) qui devient immédiatement son compagnon, qu'elle peindra et avec qui elle part s'installer à Rome, s'y insérant dans l'entourage d'Elsa Morante, Alberto Moravia, Federico Fellini et l'assistant de ce dernier, Pier Paolo Pasolini.
Les premières contributions bibliophiliques de Leonor Fini datent de cette période monégasque et romaine, de même que ses toutes premières créations de décors et de costumes sont destinées à quatre pièces produites au Teatro Quirino de Rome. Elle ne cessera d'explorer ces deux univers que sont l'estampe d'une part, le théâtre, le ballet et l'opéra d'autre part, après la Libération et son retour à Paris.

### L'ascension
De nombreux poètes, écrivains, peintres et critiques vont lui consacrer des monographies, essais, préfaces d'expositions ou poèmes dont Jean Cocteau, Giorgio De Chirico, Paul Eluard, Max Ernst, Alberto Moravia… Quoique de façon parfois critique, des écrivains ou des peintres comme Ivan Chtcheglov, Roger Langlais ou Jacques Moreau dit Le Maréchal s'intéressent à certaines de ses œuvres, notamment ses paysages fantastiques. Stanislao Lepri, qu'elle encourage à peindre, la rejoint à Paris en 1950. Roger Peyrefitte restitue sa rencontre en 1951 avec l'écrivain polonais Constantin Jelenski en se revendiquant comme en étant à l'origine : « c'est moi qui ai été, sans le vouloir, l'artisan de cette rencontre. J'avais connu ce garçon à Rome puis, toujours à Rome, je l'ai présenté à Leonor et les voilà unis pour la vie ».
Leonor Fini séjourne souvent retirée du monde, mais non sans festivités : les grands bals costumés des années 1946-1953, où ses apparitions « en hibou royal, en félin gris ou en reine des enfers » sont spectaculaires, font d'elles une personnalité médiatique, lui valant entre autres en décembre 1948 la couverture du magazine américain This Week où elle est photographiée portant un masque de hibou. On relève son nom le 3 septembre 1951, à côté de ceux de Jean Cocteau, Christian Dior, Orson Welles, Salvador et Gala Dalí, Barbara Hutton, Alexis de Redé, de l'Aga Khan et du marquis de Cuevas, parmi les 1 500 invités de Charles de Beistegui au mythique « Bal du siècle » du palais Labia de Venise. Elle s'en explique : « se costumer, se travestir est un acte de créativité. Et cela s'applique à soi-même qui devient d'autres personnages ou son propre personnage. Il s'agit de s'inventer, d'être mué, d'être apparemment aussi changeant et multiple qu'on peut se sentir à l'intérieur de soi. C'est l'extériorisation en excès de fantasmes qu'on porte en soi, c'est une expression créatrice à l'état brut ».
Elle se réfugie cependant dans ses maisons de Seine-et-Marne, de Corse, au couvent Saint-François près de Nonza qu'elle découvrira en 1956, où elle s'installe et où elle revient ensuite peindre chaque été), du Loir-et-Cher (la propriété de Saint-Dyé-sur-Loire dont elle fera l'acquisition en 1972), étant également reçue chez Lise Deharme à Montfort-en-Chalosse.
Au couvent San Francescu, elle appréciait ce lieu éloigné de tout, en proie aux tempêtes, sans électricité ni eau courante. L'artiste invitait des amis italiens et français pour des fêtes et célébrations morbides. En effet, elle se réservait le droit de poser nue sur les autels ou encore entourée de crânes humains récupérés dans les sépultures.
S'installant à Paris au 8, rue La Vrillière en 1960, elle partagera sa vie et son atelier avec Stanislao Lepri et Constantin Jelenski, dans une relation à trois qui demeurera toute leur vie durant.
Leonor Fini peint alors beaucoup, une large part de chacune de ses journées la trouvant devant son chevalet, pour paradoxalement ne présenter chaque année au public qu'un très petit nombre de toiles, en même temps qu'elle s'investit fortement dans la bibliophilie par la gravure et la lithographie. De 1950 à 1995, on segmente sa création picturale en différents thèmes ou périodes : Les gardiennes et L'époque minérale (1950-1960), Les grands chapeaux de clarté, Les trains, Les belles dames sans merci (1960-1970), Les jeux de vertige et Les cérémonies (1970-1980), la période dite « nocturne », Les fables, Les passagers et Les somnambules (1980-1995). Mais elle voue également une adoration aux chats et ce n'est pas sans lyrisme qu'elle se confie sur leur présence permanente dans sa vie : « comme ces statues baroques qui représentent le fleuve égyptien envahi de putti, ses confluents, j'ai le privilège, dès que je m'allonge, de devenir le Nil des chats ». Elle exécute ainsi de nombreux tableaux, dessins, aquarelles et estampes en hommage aux chats, publiant même en 1977 un livre entièrement consacré à sa passion pour les félidés, Miroir des chats, où elle confirme : « je peins les visages des chats comme ceux des humains, sans les ennuyer en les faisant poser. Et ce sont eux ma forme préférée »,,.
Jacques Busse et Christophe Dorny, analysant l'ensemble de l'œuvre, voient à le rattacher incontestablement et intégralement au surréalisme, à l'encontre du désaveu de celui-ci par l'artiste : « quoi ou qui qu'elle peigne, c'est toujours le reflet du plus profond d'elle-même qu'elle y guette, avide et anxieuse de cette interrogation du miroir qui la traque quand elle croit le fuir », Leonor Fini elle-même confiant pour sa part que « l'important, c'est la perte de conscience, le naufrage heureux de soi. Le va-et-vient d'une balançoire commence par l'euphorie et le rire pour devenir absence et vertige, d'où la difficulté de l'arrêter : l'attraction du vide ». Dans ses dernières années, elle est restée très proche de ses amis artistes ; l'un de ceux qui sont restés proches d'elle à partir de 1979 est l'artiste italien Eros Renzetti, qui la fréquentait assidûment avec Fabrizio Clerici.
Leonor Fini meurt le 18 janvier 1996 dans un hôpital de la banlieue parisienne,, sans jamais avoir cessé de peindre et d'écrire, faisant la demande ultime à ses héritiers de ne vendre son appartement qu'après la mort du dernier de ses 17 chats : « après elle, ils coulèrent une existence paisible dans le décor où ils avaient été heureux en compagnie de celle qui sut si bien les immortaliser ». Dans son article nécrologique, The Times évoque alors « sa beauté physique, son art érotique et ses légions d’amoureux dont les noms se lisent comme un appel des talents littéraires et artistiques de cette brillante époque ». Elle repose avec Stanislao Lepri et Constantin Jelenski au cimetière de Saint-Dyé-sur-Loire.

### Postérité
Saisies par les grands photographes, de Henri Cartier-Bresson à Cecil Beaton, les images qui demeurent de l'artiste la restituent, dans son quotidien, perpétuellement costumée, déguisée. On lit sous sa plume : « on me dit : vous auriez dû être actrice. Non. Pour moi, seule l'inévitable théâtralité de la vie m'intéresse ». Pour Valentine Vacca, « le seul et unique intérêt de Leonor Fini fut donc la théâtralité de la vie, réputée selon elle inévitable et pour ce motif orchestrée dans le cours de sa continue spectacularisation du soi ».
« Mutante, elle aura joué avec les genres, du féminin au masculin, de la femme au félin, de l'humain au végétal. Autant de marques distinctives qui ont donné l'adjectif de finien ».
Depuis quelques années[évasif] a lieu la redécouverte progressive de l'œuvre de Leonor Fini. De ce fait, les dessins et toiles de l'artistes connaissent un vif succès aux ventes aux enchères. Son huile sur toile, Autoportrait au scorpion, datée de 1938, a été adjugée en 2021 à 980 000 $, pour une estimation fixée entre et 400 000 et 600 000 $. Ainsi, l'artiste suscite l'intérêt de tous, collectionneurs et institutions culturelles.

## Œuvres

### Peinture
- Composition avec personnages, 1938, huile sur toile, 99,5 × 81 cm, Chichester (Royaume-Uni), Edward James Foundation.
- Portrait de Leonora Carrington, 1940, huile sur toile, 65,2 × 54 cm, collection particulière[20].
- La Vie idéale, 1949, huile sur toile, 92 × 65 cm, São Paulo, collection particulière[20].
- Autoportrait, 1943, huile sur toile, collection particulière[20].
- Le Bout du monde, 1948, huile sur toile, 35 × 28 cm, Suisse, collection particulière[20].
- Les Mutantes, 1971, huile sur toile, 95 × 147 cm, Belgique, collection particulière[20].
- Narcisse incomparable, 1971, huile sur toile, collection particulière[20].
- Aurelia, 1945. Aquarelle et plume sur carton, cm. 86 × 60 cm. Museo Mario Praz (ou Casa Museo Mario Praz) à Rome
- Sfinge – Sphinx , vers 1950. Huile sur toile cm. 19,6 × 11 cm. Mot féminin en italien. Museo Mario Praz (ou Casa Museo Mario Praz) à Rome.
- La Peinture et l'Architecture (avant 1939 ? ), deux hst marouflée sur bois (171 × 70 cm) ; numéros 81 et 82 du catalogue dela vente aux enchères publiques à Paris-Drouot du 28 juin 1993 (reprod.).
- La Toilette Inutile, 1964, huile sur toile, 65 × 92 cm.

### Mobilier
- Armoire anthropomorphe peinte, aux deux vantaux ornés de figures fantastiques mi-femmes / mi-oiseaux réunies par leur chevelure, conçue avec les panneaux précités pour la première exposition du marchand d'art Léo Castelli place Vendôme à Paris avant 1939, qui comprenait une armoire de Max Ernst et une table de Meret Oppenheim (no 88 du catalogue - reprod. coul. en couverture) ; ce meuble est reproduit dans une photographie de George Hoyningen Huene représentant l'artiste en robe de Schiaparelli (1/09/1939), qui fut également publiée la même année par Harper's Bazaar, à New-York.

### Vitrail
- Vitraux de l'ancienne abbatiale Saint-Nabor de Saint-Avold, 1965 (architectes : Renard, architecte en chef des monuments historiques, Volz, architecte des bâtiments de France)[41].
- Les vitraux de cette abbatiale ont, en fait, été réalisés par l'artiste local, Arthur Schouler qui réalisa pour cela ce qui peut être considéré comme un chef-d'œuvre d'une finesse de trait et des touches de couleurs d'une finesse inouïe.

### Contributions bibliophiliques
- Don Sarno di Teia, Uscito da un mondo perdito, deux gravures sépia par Leonor Fini, Tipografia Rosso, Monaco, 1942.
- André Pieyre de Mandiargues, Dans les années sordides, frontispice et deux dessins par Leonor Fini, premier livre d'André Pieyre de Mandiargues, deux cent quatre-vingt exemplaires numérotés, publié à compte d'auteur, Monaco, 1943[13].
- Marquis de Sade, Histoire de Juliette, vingt-deux illustrations et deux culs-de-lampe, éditions Colophon, Rome, 1944.
- Jean Genet, La Galère, six gravures en noir et blanc et sanguine par Leonor Fini, publié à compte d'auteur, 1947.
- Jean Cocteau, Colette, Marcel Achard, Germain Nouveau, Louise de Vilmorin, Marcel Aymé, Guillaume Apollinaire, La Femme sacrée, neuf illustrations par Jean Cocteau, Kees Van Dongen, Henri Matisse, Jean-Gabriel Daragnès, Christian Bérard, Leonor Fini, André Dignimont, Marcel Vertès et Louis Touchagues, deux mille exemplaires numérotés, Éditions Elle, Paris, 1948.
- William Shakespeare, Sonnets, illustrations de Leonor Fini, éditions Darantière, Paris, 1949.
- Jacques Audiberti, Marcel Béalu, Jean Cocteau, Lise Deharme, Anne-Marie Hirtz, André Pieyre de Mandiargues et Francis Ponge, Portraits de famille, édité par Leonor Fini, 1950.
- Edgar Allan Poe (traduction de Charles Baudelaire), Contes mystérieux et fantastiques, gravures sur cuivre par Leonor Fini, Société normande des amis du livre, 1952.
- Lise Deharme, Le Poids d'un oiseau, couverture illustrée par Max Walter Svanberg, cinq dessins hors texte de Leonor Fini, neuf cent quatre-vingt dix exemplaires numérotés, Éditions Le Terrain vague, Paris, 1955[42].
- Jacques Audiberti, Le Sabbat ressuscité, 35 eaux-fortes originales de Leonor Fini, cent cinq exemplaires numérotés dont quinze enrichis d'une suite aquarellée par l'artiste et d'un dessin original à la plume, Société des amis du livre, 1957.
- Jean Cocteau, Jean Rostand, Daniel-Rops, Jean Guitton, Emil Cioran, Jean Giono et Ernst Jünger (sept textes de commentaires), L'Apocalypse de Saint-Jean, exemplaire unique sur parchemin, couverture en bronze avec décoration d'or et de pierres précieuses de Salvador Dalí, trois tableaux de chacun des sept artistes : Salvador Dalí, Georges Mathieu, Bernard Buffet, Leonor Fini, Léonard Foujita, Pierre-Yves Trémois et Ossip Zadkine, autres contributions de Michel Ciry, Albert Decaris, Ernst Fuchs et Roger Lersy, Livres d'art Joseph Foret, 1959[43].
- Gérard de Nerval, Aurelia, Club international de bibliophilie, Jaspard, Polus et Cie, Monaco, 1960.
- Jean Potocki, Manuscrit trouvé à Saragosse, eaux-fortes originales de Leonor Fini, Compagnie des bibliophiles du Livre d'art et d'Amérique Latine, Paris, 1961.
- Henrik Pontoppidan, Le visiteur royal, huit compositions hors-texte en couleurs gravées par Gilbert Rougeaux d'après Leonor Fini, collection « Prix Nobel de littérature », éditions Rombaldi, 1961.
- Pierrette Micheloud, L'enfant de Salmacis, poèmes dédiés à Leonor Fini, un dessin de Leonor Fini, Nouvelles éditions Debresse, Paris, 1963.
- Charles Baudelaire, Les Fleurs du Mal, vingt-quatre lithographies de Leonor Fini, cinq cents exemplaires numérotés, Le Cercle du livre précieux, Paris, 1964.
- Marcel Aymé, La Vouivre, Le Livre de poche no 1230, Librairie générale française, 1964.
- Honoré de Balzac, Adieu, douze lithographies de Leonor Fini, Les Bibliophiles du palais, Paris, 1965.
- William Shakespeare (traduction d'André du Bouchet), La Tempête, vingt-et-une lithographies de Leonor Fini sur les presses de René Guillard, édité aux dépens d'un amateur, Paris, 1965.
- Marcel Schwob, Le livre de Monelle, dix-huit illustrations de Leonor Fini, collection « Les peintres du livre », éditions L.C.L., Paris, 1965, réédition collection « L'insistance », Éditions de La Différence, Paris, 1976.
- Edgar Allan Poe (traduction de Charles Baudelaire), Œuvres imaginaires et poétiques complètes, soixante-huit illustrations de Leonor Fini réparties sur les six volumes, éditions Vialetay, Paris, 1966.
- Gustave Flaubert, La Tentation de Saint Antoine, dix lithographies de Leonor Fini, éditions Fogola, Turin, 1966.
- Gilbert Lely, L'épouse infidèle, poèmes, deux gravures originales de Leonor Fini, Éditions Jean-Jacques Pauvert, Paris, 1966.
- Jacques Izoard, Aveuglément, Orphée, éditions Henry Fagne, Bruxelles, 1967.
- Paul Verlaine, Œuvres poétiques, quarante-huit illustrations de Leonor Fini réparties sur les quatre volumes, Nouvelle Librairie de France, Paris, 1967.
- Jacques Perret, Les sept péchés capitaux, douze lithographies originales hors-texte en couleurs de Leonor Fini, deux cent-neuf exemplaires numérotés et signés au colophon par l'artiste, La Belle page/La Diane française, Nice, 1967.
- Claude Aveline, Yves Berger, Luc Decaunes, François Nourissier, Marguerite Duras, René de Obaldia, Marcel Béalu, Jacques Brosse, Robert Marteau, Armand Lanoux, Louise de Vilmorin, Claude Roy, Robert Ganzo, Lucien Becker, Pierre-Albert Birot, Jean Blanzat, Michel Butor, Guilherme Figueiredo, Alain Bosquet et Pierre Mac Orlan, Variations sur l'amour, lithographies de Georges Rohner, Maurice-Élie Sarthou, Jules Cavaillès, Michel Rodde, André Minaux, Pierre-Yves Trémois, Leonor Fini, Leonardo Cremonini, Paul Guiramand, Blasco Mentor, Édouard Georges Mac-Avoy, Marcel Mouly, Édouard Pignon, Jean Commère, Ossip Zadkine, Lucien Coutaud, André Masson, Félix Labisse, Yves Brayer et André Planson, cent quatre-vingt dix exemplaires numérotés, Le Club du livre, Philippe Lebaud, Paris, 1968.
- Pauline Réage, Histoire d'O, illustré par Leonor Fini, Tchou Éditeur, 1968, réédition Société nouvelle des Éditions Jean-Jacques Pauvert, Paris, 1975.
- Lise Deharme, Oh ! Violette, ou la politesse des végétaux, huit illustrations de Leonor Fini, Éric Losfeld, Paris, 1969.
- Paul Verlaine, Parallèlement, dix-neuf lithographies originales de Leonor Fini, Pierre de Tartas, 1969.
- Charles Baudelaire (préface d'Yves Florenne), La Fanfarlo, douze lithographies originales de Leonor Fini, cent soixante-cinq exemplaires numérotés et signés par l'artiste, La Diane française, 1969.
- Pétrone, Le Satiricon, vingt-cinq lithographies originales de Leonor Fini imprimées par l'atelier Guillard, Gourdon et Cie, deux cent soixante-quinze exemplaires numérotés et signés par l'artiste au colophon, aux dépens d'un amateur, Paris, 1970.
- Juan Bautista Piñeiro, Livre d'images, A.C. Mazo et Cie éditeur, Paris, 1971.
- Severo Sarduy (traduit de l'italien par Chantal Noetzel et Leonor Fini), Les Merveilles de la nature, quatre-vingt trois illustrations par Leonor Fini, éditions Jean-Jacques Pauvert, Paris, 1971.
- Rachilde, Monsieur Vénus, trente-cinq gravures érotiques de Leonor Fini, deux cent soixante-quinze exemplaires numérotés, signature de l'artiste au colophon, Agori, Paris, 1972.
- Comtesse de Ségur, Les Petites Filles modèles, vingt gravures originales de Leonor Fini, toutes signées par l'artiste, deux cent soixante-quinze exemplaires numérotés, Arts et valeurs, Paris, 1973.
- Les Sorcières, suite de lithographies de Leonor Fini réunie en portfolio, Galerie Vision nouvelle, Paris, 1972.
- La grande parade des chats, soixante sérigraphies de Leonor Fini, Éditions d'art Agori, Bourg-la-Reine, 1973.
- Juan Bautista Piñeiro, Les descriptions merveilleuses, dix eaux-fortes originales de Leonor Fini, deux cent cinquante-cinq exemplaires numérotés, Éditions d'art Agori, Bourg-la-Reine, 1973.
- Oskar Panizza, The Council of love, The Viking Press, New York, 1973, édition française traduite de la langue allemande par Jean Brejoux (Le Concile d'amour), Grafik Europa Anstalt, Genève, 1975.
- Jean-Paul Guibbert, Images de la mort douce, dix-huit gravures sur cuivre originales de Leonor Fini, deux cent quarante-quatre exemplaires numérotés, aux dépens d'un amateur, 1974.
- Juan Bautista Piñeiro (traduction de Françoise-Marie Rosset), Les Étrangers, dix-huit eaux-fortes originales de Leonor Fini, deux cent onze exemplaires numérotés, Arte Press, Anvers et Genève, et Éditions Michèle Trinckvel, Paris, 1976.
- Patrick Waldberg, Les Leçons, douze sérigraphies de Leonor Fini, Éditions du Tamanoir, Bruxelles, 1976.
- Leonor Fini, Sultanes et magiciennes des mille et une nuits, neuf illustrations, Galerie Carpentier, Paris, 1976, réédition avec trente-deux illustrations, 1980.
- Guillaume de Lorris et Jean de Meung (préface de Georges Duby), Le Roman de la Rose, douze lithographies en couleurs, mille six cents exemplaires numérotés, Club du Livre, Philippe Lebaud Éditeur, Paris, 1977.
- Gilbert Lely, Œuvres poétiques, Éditions de La Différence, 1977.
- Kunio Tsuji, L'Amphithéâtre, Éditions Gohachi Press, Tokyo, 1977.
- Pierre Dalle Nogare, Débuts du corps, Éditions de La Différence, 1977.
- Gérard de Nerval, Aurelia, peintures, dessins (reproductions), écrits et notes de Léonor Fini, Vilo, Paris, 1979.
- Gilbert Lely, Études inédites d'Yves Bonnefoy, Thierry Bouchard, Jacques Henric et Claudie Massaloux, quatre cent quarante-cinq exemplaires numérotés, les soixante-quinze exemplaires de tête sont enrichis d'une pointe-sèche originale de Leonor Fini, éditions Thierry Bouchard, Losne, 1979.
- William Shakespeare (adaptation d'Yves Florenne), La tragédie de Roméo et Juliette, douze sérigraphies de Leonor Fini, toutes signées par l'artiste ainsi que revêtues de son cachet sec à la tête de chat, deux cent vingt exemplaires numérotés, Éditions de la Diane française, Nice, 1979.
- Alain Morin, Ombres fidèles, frontispice de Leonor Fini, trois cents exemplaires numérotés, édition aux dépens de l'auteur, Paris, 1980.
- Régine Deforges, Les cent plus beaux cris de femmes, pages de garde illustrées par Leonor Fini, Le Cherche midi éditeur, 1980.
- Joseph-Marie Lo Duca, Et le ciel se retira, trois illustrations hors-texte de Leonor Fini, éditions OPTA, 1980.
- Jean-Claude Dedieu, Fruits de la passion, trente-deux illustrations de Leonor Fini, Éditions de Maîtres du XXe siècle, Paris, 1980.
- Leonor Fini, Minsky Follie's, cinquante-sept illustrations de Leonor Fini, Éditions du Regard, Paris, 1980.
- Hugo von Hofmannsthal, Conte de la six cent soixante-douzième nuit, Éditions des Maîtres du XXe siècle, Paris, 1981.
- Nadine Monfils, Laura Colombe, contes pour petites filles perverses, Le Cri, Bruxelles, 1981 et Les Quinze, Montréal, 1982, réédition collection « Le miroir aveugle », L'Atelier des brisants, 2001.
- Angelo Poliziano, La tragédie d'Orphée, édition bilingue (traduction en langue allemande de Rudolf Hagelstange, List Verlag, Munich, 1982.
- Joseph-Sheridan Le Fanu, Carmilla, Éditions Ariane Lancell, Paris, 1983.
- Leonor Fini, Variation des apparences, album de sept gravures (burin et pointe-sèche en deux couleurs), deux cent quatre-vingt exemplaires numérotés, éditions Alain Satié, 1983[44].
- Alain Morin, Le Purgatoire, un dessin original de Leonor Fini, cinq exemplaires numérotés, Éditions Rougerie, Mortemart, 1984.
- Leonor Fini, Les petites enseignes pour la nuit, Paris, Éditions Galerie Bosquet, 1986.
- Charles Baudelaire, Œuvres, trois volumes, trente illustrations hors texte de Leonor Fini, éditions André Sauret, 1986.
- Juan Bautista Piñeiro, Les élus de la nuit, onze eaux-fortes originales, toutes numérotées et signées par l'artiste ainsi que revêtues de son cachet sec à la tête de chat, deux cents exemplaires numérotés, éditions Michèle Trinckvel, 1986.
- Edgar Allan Poe, Œuvres complètes, Éditions André Sauret, Monaco, 1984.
- Leonor Fini, Variations, douze gravures originales, toutes signées, et un frontispice de Leonor Fini, cent quatre-vingt exemplaires numérotés, 1987.
- Textes recueillis par Kathleen Alpar Ashton (préface de Roger Laufer), Histoires et légendes du chat, préface et illustrations de Leonor Fini, Tchou, 1992.

### Décor et costume de scène
- À la sortie de Luigi Pirandello, compagnie Giovanni Grasso, Teatro Quirino, Rome, juillet 1944.
- Rosario de Federico De Roberto, Teatro Quirino, Rome, 1944.
- Le cyclope d'Euripide, Teatro Quirino, Rome, 1944.
- Carmen d'après Prosper Mérimée, Compagnie Magnani-Ninchi, Teatro Quirino, Rome, novembre 1944.
- Le Palais de cristal de Georges Bizet, chorégraphie de George Balanchine, opéra de Paris, 1945.
- Le Roi pêcheur de Julien Gracq, mise en scène de Marcel Herrand, théâtre Montparnasse, Paris, 1945.
- Les Demoiselles de la nuit de Jean Françaix, chorégraphie de Roland Petit, théâtre Marigny, Paris, mai 1948 et Scala de Milan, décembre 1963.
- Les cinq dons des fées d'Ernő Dohnányi, chorégraphie de William Dollar (en), ballets du marquis de Cuevas, Monte-Carlo, 1948.
- Le rêve de Leonor, musique de Benjamin Britten sur un sujet de Leonor Fini, chorégraphie de Frederick Ashton, compagnie des ballets de Roland Petit, Princess Theatre, Londres et Théâtre Marigny, Paris, 1949.
- Le Timide au palais de Tirso de Molina, théâtre Gramont, Paris, 1949.
- Une visite de Noces d'après Alexandre Dumas, théâtre Saint-Georges, Paris, 1953.
- La Volupté de l'honneur de Luigi Pirandello, théâtre Saint-Georges, 1953.
- Été et fumées de Tennessee Williams, mise en scène de Jean Le Poulain, théâtre de l'Œuvre, Paris, décembre 1953.
- Un nommé Judas de Claude-André Puget et Pierre Bost, mise en scène de Jean Mercure, Comédie-Caumartin, Paris, avril 1954.
- Balmaseda de Maurice Clavel, mise en scène de Marguerite Jamois, théâtre Hébertot, Paris, 1954.
- Il est important d'être aimé d'Oscar Wilde, adaptation Jean Anouilh, mise en scène de Claude Sainval, Comédie des Champs-Élysées, Paris, 1954.
- Le Mal court de Jacques Audiberti, mise en scène de Georges Vitaly, théâtre La Bruyère, Paris, 1955.
- Les Amants puérils de Fernand Crommelynck, mise en scène Tania Balachova, Paris, théâtre des Noctambules, 1956.
- Requiem pour une nonne adaptation d'Albert Camus d'après William Faulkner, Paris, théâtre des Mathurins, 1956.
- La Mégère apprivoisée de Jacques Audiberti, mise en scène de Georges Vitaly, Théâtre de l'Athénée, Paris, octobre 1957.
- La petite femme de Loth de Tristan Bernard, mise en scène de Georges Vitaly, théâtre La Bruyère, Paris, 1957.
- Sébastien de Gian Carlo Menotti, chorégraphie d'Edward Caton, ballets du marquis de Cuevas, Monte-Carlo, 1958.
- Le système Ribadier de Georges Feydeau, mise en scène de Georges Vitaly, théâtre La Bruyère, Paris, 1958.
- Le serment d'Horace de Henry Murger, mise en scène de Georges Vitaly, théâtre La Bruyère, Paris, 1958.
- Les Taureaux d'Alexandre Arnoux, mise en scène de Georges Vitaly, théâtre La Bruyère, Paris, 1959.
- La Parisienne de Henry Becque, mise en scène de Raymond Gérôme, la Comédie-Française, février 1960.
- Un garçon d'honneur d'Antoine Blondin et Paul Guimard d'après une nouvelle d'Oscar Wilde, mise en scène de Claude Barma, théâtre Marigny, mars 1960.
- Les Bonnes de Jean Genet, mise en scène de Jean-Marie Serreau, théâtre de l'Odéon, Paris, mai 1961.
- Le chandelier d'Alfred de Musset, mise en scène de Raymond Gérôme, la Comédie Française, octobre 1961.
- Une visite de noces d'Alexandre Dumas fils, mise en scène de Raymond Gérôme, la Comédie-Française, octobre 1961.
- Une maison de poupée de Henrik Ibsen, mise en scène de Juan de Prat Gay, teatro Eslava, Madrid, 1961.
- Lucrèce Borgia de Victor Hugo, mise en scène de Bernard Jenny, Théâtre du Vieux-Colombier et Festival du Marais à Paris, Théâtre antique de Lyon, Festival de Montauban et Théâtre Royal des Galeries à Bruxelles, 1964 et 1965.
- Le Concile d'amour d'Oskar Panizza, mise en scène de Jorge Lavelli, avec Jean Martin et François Maistre, décors et costumes de Leonor Fini, théâtre de Paris, 1969.
- Le Balcon de Jean Genet, mise en scène d'Antoine Bourseiller, nouveau gymnase-théâtre de Marseille, 1969.
- Zizi je t'aime, revue de Roland Petit, six cents costumes de Leonor Fini, Erté et Yves Saint-Laurent, Casino de Paris, 1972.

### Costume pour le cinéma
- 1954 : Roméo et Juliette (Romeo and Juliet) de Renato Castellani.
- 1963 : Huit et demi de Frederico Fellini.
- 1969 : A Walk with Love and Death de John Huston.

### Décor de téléfilm
- 1970 : Reportage sur un squelette ou Masques et bergamasques (de José Bergamín), téléfilm de Michel Mitrani.

### Design et art graphique
- Le flacon et l'emballage du parfum Shocking! d'Elsa Schiaparelli ont été conçus en 1937 par Leonor Fini[45].
- Lendemain de fête, papier peint à motif répétitif à raccord sauté, création de Leonor Fini pour la Société française des papiers peints, vers 1948, Paris, musée des arts décoratifs[46].
- Étiquette du Château Mouton Rothschild, Pauillac, 1952[47].

### Publications (avec ou sans illustrations de l'artiste)
- Sorcières 5 : essai, 1965[20].
- Histoire de Vibrissa, Paris, Éditions Claude Tchou, 1973.
- Le Temps de la mue, illustrations de l'auteur, Paris, Éditions Galerie Bosquet, 1975.
- Mourmour, conte pour enfants velus, cent exemplaires numérotés et enrichis d'une gravure constituant l'édition originale, Paris, Éditions de La Différence, 1976 ; réédition Éditions de La Tour verte, 2010.
- Miroir des chats, préface de Jacques Audiberti, photographies de Richard Overstreet, Paris, Éditions de La Différence, et Lausanne, La Guilde du livre, 1977.
- L'Oneiropompe, Paris, Éditions de La Différence, 1978 ; traduction en langue allemande par Gerhard Weber (Der Traumträger), Berlin,, Verlag Vis-à-vis, 1985 ; traduction en langue espagnole par Maria Mercè Marçal, Barcelone, Éditions de l'Eixample, 1992 ; traduction en langue japonaise par Hirotoshi Kitajima, Tokyo, Kousakusha Workshop, 1993.
- Rogomelec, Paris, Stock, 1979 et traduction en langue allemande par Gerhard Weber, Berlin, Verlag Vis-à-vis, 1983.
- Les chats de Madame Helvetius, texte et gravures de Leonor Fini, Paris, Enrico Navarro éditeur, 1985.
- Vingt-neuf, boulevard Haussmann, Société générale agence centrale, photographies de Richard Overstreet, Paris, Société générale, 1986.
- Chats d'atelier, photographies de Tana Kaleya, Paris, Éditions Michèle Trinckvel et Belgique, Guy Pieters et Jacques Carpentier, 1988 ; réédition Paris, Éditions Michèle Trinckvel, 1994.
- Les Passagers, trente illustrations par l'auteur, Paris, Éditions Galerie Dionne, 1992.
- Entre le oui et le non, illustrations de l'auteur, Paris, Éditions Galerie Dionne, 1994.
- Pourquoi pas ?, nouvelles, texte posthume, [éditeur ?], 1995.
- « Sept lettres de Leonor Fini à Nadine Monfils », revue Les Moments littéraires, no 8, 2003.

### Correspondance
- Leonor Fini, André Pieyre de Mandiargues, L'ombre portée. Correspondance 1932-1945, Le Promeneur, 2010[13],[48].

## Expositions

### Expositions personnelles
- Galerie Barbaroux, Milan, 1929.
- Galerie Jacques Bonjean, Paris, novembre-décembre 1932, 1936.
- Leonor Fini. Dessins et gouaches, galerie Les Quatre chemins, Paris, 1934.
- Julien Levy Gallery, New York, février-mars 1939.
- Galerie Indermauer, Zurich, avril 1942.
- Studio La Finestra, Rome, juin 1945.
- Galerie Vendôme, Paris, octobre 1946.
- Hugo Gallery, New York, avril-mai 1947.
- Mid-Twentieth Century Art Gallery, Los Angeles, avril 1948.
- Palais des beaux-arts de Bruxelles, octobre-novembre 1948.
- Maison des loisirs, La Louvière, 1948-1949.
- Société des beaux-arts, Anvers, janvier-février 1949.
- Leonor Fini - Jeu de cartes, galerie Heyrène, Paris, 1949.
- Galerie Vendôme, Paris, 1950.
- Galerie d'art du faubourg, Paris, novembre-décembre 1950.
- Masques de Leonor Fini, librairie Gasparin, 1951.
- Shepheard's Hotel, Le Caire, mars 1951.
- Galleria dell'Ala Napoleonica, palazzo Reale, Venise, septembre 1951.
- Galerie Doucet, Paris, octobre-novembre 1952.
- Galerie Montenapoleone, Milan, février 1953.
- Leonor Fini - Visafes, Galerie 65, Cannes, juin 1954.
- Galerie Drouant-David, Paris, novembre-décembre 1955.
- Leonor Fini - Œuvres graphiques, galerie de La Gravure, mai-juin 1957.
- Galerie Galatea, Turin, octobre 1957, mai 1966.
- Galerie Rive Droite, Paris, février-mars 1959[49].
- Galerie Dorekens, Anvers, mars 1960.
- Galerie Le Zodiaque, Bruxelles, avril-mai 1960.
- Kaplan Gallery, Londres, novembre 1960.
- Leonor Fini - Dessins et gouaches, galerie de Marignan, Paris, novembre-décembre 1960.
- Galeria San George, Madrid, 1961.
- Alexandre Iolas Gallery, New York, novembre 1963.
- Leonor Fini. Les Fleurs du Mal, galerie Jacques Desbrière, Paris, janvier 1964.
- Leonor Fini. Les Fleurs du Mal, Wittenborn Gallery, New York, mai 1965.
- Galerie Alexandre Iolas, Paris, mai-juin 1965, 1975.
- Leonor Fini. Rétrospective, XVIIIe festival belge d'été, casino de Knokke-le-Zoute, juillet-septembre 1965.
- Leonor Fini. « La Tempête » de Shakespeare, librairie-galerie René Kieffer, Paris, mars-avril 1966.
- Galerie Alexandre Iolas, Genève, décembre 1966, avril-mai 1970.
- Hanover Gallery, Londres, mai-juin 1967.
- Galerie Alexandre Iolas, Milan, décembre 1967 - janvier 1968.
- Galerie Torbandena, Trieste, mars 1968, octobre-novembre 1969.
- Galerie Dantesca, Turin, mars 1968.
- Galerie La Guilde du livre, Lausanne, octobre novembre 1968.
- Galeria Iolas-Velasco, Madrid, novembre 1968.
- Galerie Saqqârah, Gstaad, décembre 1968 - janvier 1969, décembre 1984 - janvier 1985.
- Galerie Brockstedt, Hambourg, avril-mai 1969.
- Galerie Gmurzynska, Cologne, octobre-décembre 1969.
- Galerie Lambert Monet, Genève, décembre 1969, avril-mai 1970, juin-juillet 1972, octobre-novembre 1973.
- Leonor Fini. livres, lithographies, dessins, gouaches, librairie-galerie Paul Maurel, Antibes, décembre 1969 - janvier 1970, mars 1979.
- Galerie Il Fauno Grafica, Turin, février 1970, mai 1971, décembre 1973.
- Leonor Fini. Rétrospective, Galerie Isy Brachot, Bruxelles, juin-août 1970.
- Leonor Fini. Le Satyricon, centre international d'art Il Poledro, Rome, décembre 1970.
- Leonor Fini. Maquettes de théâtre, palais de l'Athénée, Genève, mars 1971.
- Galerie Hans Hoeppner, Hambourg et Munich, juin-juillet 1971.
- Galeie Verrière, Paris, novembre-décembre 1971.
- Galerie Finiguerra, Bruxelles, février 1972.
- Leonor Fini. Livre d'images, librairie-galerie Paul Maurel, Marseille, février 1972, mars 1979.
- Galerie Proscenium, Paris, février-mars 1972, décembre 1975 - janvier 1976, 1978, 1979, avril-juin 1980, novembre décembre 1982, décembre 1986 - janvier 1987, janvier-mars 1991.
- Leonor Fini, dessins, La Tâche, Paris, mars 1972.
- Galerie Verrière, Lyon, mars-mai 1972.
- Leonor Fini, rétrospective, exposition itinérante au Japon : Seibu Museum, Tokyo ; musée Hanshin, Osaka ; musée d'Art de Fukuoka ; musée d'Hiroshima ; musée de la Préfecture de Kanazawa, 1972-avril 1973.
- Galerie Vision nouvelle, Paris, décembre-janvier 1973.
- Leonor Fini. Les Petites Filles Modèles, Galerie Art et valeur, Paris, janvier 1973.
- Leonor Fini. Monsieur Vénus, Galleria San Sebastianello, Rome, février-mars 1973.
- Leonor Fini. Les Descriptions merveilleuses, galerie La Gravure, Paris, juin 1973.
- Leonor Fini. Sujet en or, galerie Hervé Odermatt, Paris, 1973.
- Palais de la Méditerranée, Nice, janvier-mars 1974.
- Galerie Hüsstege, Amsterdam, mai-juin 1974.
- Galerie Altmann Carpentier, Paris, novembre-décembre 1974, novembre 1975 - janvier 1976.
- Galerie Mariette Giraud, Saint-Paul-de-Vence, mars-avril 1975.
- Leonor Fini. Lithographies, gravures, galerie Bernard Olivier, Lille, avril-mai 1975.
- Musée d'art moderne de Latem, Sint-Martens-Latem, avril-mai 1976, avril-mai 1978.
- Galerie Forni, Amsterdam, novembre-décembre 1976, avril-mai 1978..
- Galerie Govaerts, Bruxelles, décembre 1976 - janvier 1977.
- Galerie Jacques Carpentier, Paris, décembre 1976 - janvier 1977, octobre 1979, juin-juillet 1988.
- Galerie Jacques Pons, Saint-Tropez, 1976-1977.
- Leonor Fini - Œuvres graphiques, galerie Pryzmat, Cracovie, mai 1977.
- Château de Vascœuil, mai-octobre 1977, juillet-octobre 1997.
- Mairie de Nonza, août 1977, août 1991.
- Leonor Fini. Le Concile d'amour, galerie Fürstenberg, Paris, octobre 1977.
- Galerie Auguste-Comte, Lyon, avril 1978.
- L'autre théâtre de Leonor Fini, 4e festival d'Anjou, musée d'Angers, juin-août 1978.
- Galerie Hüsstege-Steltman, Bois-le-Duc, octobre-novembre 1978.
- Galerie des Arts et plastiques modernes, rue de Seine, Paris, novembre-décembre 1978.
- Leonor Fini. Gravures, Galerie Much, Nantes, mai 1979.
- Galerie Bosquet, Paris, 1979, décembre 1986 - janvier 1987, décembre 1987 - janvier 1988, 1989.
- Casino-Kursaal, Ostende, juin-août 1980.
- Musée Ingres, Montauban, avril-mai 1981.
- Galerie Protée, Toulouse, avril-mai 1981.
- Museum Villa Stuck, Munich, 1981.
- Leonor Fini. Conte de la six cent soixante-douzième nuit, gravures et dessins, galerie Artcurial, Paris, novembre-décembre 1981.
- Galerie Rops, Namur, octobre 1982.
- Galerie Campo, Anvers, décembre 1982.
- Galerie Gautier, Épernay, mars-avril 1983.
- Leonor Fini. Rétrospective, galleria civica d'arte moderna, palazzo dei Diamanti, Ferrare, juillet-septembre 1983.
- Galerie Bourg de Four 19, 1983, 1984.
- Leonor Fini. Aquarelles, galerie Poseidon, Knokke-le-Zoutte, novembre 1983 - janvier 1984.
- Galerie du Bastion, Antibes, 1985.
- La Chambre forte, Bruxelles, septembre-octobre 1985.
- Musée d'art Sogo, Yokohama, novembre-décembre 1985.
- Galerie Tonino bis, Campione, 1986.
- Galerie Schèmes, Lille, février-mars 1986, novembre-décembre 1991, octobre-novembre 1996.
- Leonor Fini. Les chats de Madame Helvetius, galerie Art mural, Paris, avril 1986.
- Leonor Fini. Rétrospective, musée du Luxembourg, Paris, 1986.
- Galerie Richard, Zurich, janvier-février 1987.
- Tilbury's Art Gallery, Saint-Trond, novembre-décembre 1987.
- Galerie d'art Dutilleul, Albi, janvier-février 1988, juillet-août 1998.
- Galerie Pieters, Knokke-le-Zoute, mai 1988.
- Galeria Rettori Tribbio 2, Trieste, avril 1989, octobre 1992, février 1996, septembre-octobre 1997, 1999.
- Mussavi Gallery, New York et Southampton, avril-juillet 1989.
- Galerie Liehrmann, Liège, avril 1990, novembre 1996.
- Galerie de la gravure, Paris, 1991.
- Leonor Fini. Œuvres graphiques, musée Saint-Roch, Issoudun, avril-juin 1991.
- CFM Gallery, New York, février-mars 1992, octobre-novembre 1997, novembre-décembre 1999.
- Maison du Loir-et-Cher, Blois, juin 1992.
- Galerie Dionne, Paris, juin-juillet 1992, octobre-décembre 1992, 1993, 1994, 1995[50], mars-juin 1997.
- Leonor Fini. Depth set free, Alliance française, San Francisco, février 1993.
- Kunsthaus Hans-Hartl, Freising, février-avril 1993.
- Galerie Weserstrand Inter Art, Nordenham, mars-mai 1993.
- Château de Rivieren, octobre-novembre 1993.
- Hommage à Leonor Fini, galerie Art Comparaison, Nantes, mai-juin 1994.
- Valençay Art Galerie, Valençay, août-octobre 1994.
- Galerie Arcade Colette, Palais-Royal, Paris, décembre 1995.
- In memoriam Leonor Fini, galerie Richard P. Hartmann, Munich, avril 1996.
- Fine Art Gallery, hôtel Martinez, Nice, septembre-octobre 1996, avril 1998.
- Leonor Fini, peintre du fantastique. Rétrospective, Panorama Museum, Bad Frankenhausen, novembre 1977-mars 1998.
- Art Avenue Galleries, Cleveland (Ohio), décembre 1997-janvier 1998.
- Galerie Minsky, Paris, décembre 1998-février 1999 (Le Sphinx), mars-mai 1999 (Leonor Fini et le théâtre), août-septembre 1999 (Les chats de Leonor Fini), novembre 1999 - janvier 2000, avril-juin 2000 (Autoportraits), novembre 2000 - janvier 2001 (Les premières années à Paris : 1931-1934), juillet-septembre 2001 (Aquarelles), 2002, 2004, 2007, 2008, novembre 2014-janvier 2015 (avec la galerie Patrick Fourtin : Leonor Fini, œuvres majeures)[51], janvier 2016 (Cherchez la femme - Portraits réels et imaginaires)[52],[53], juin-juillet 2017 (Les premières années à Paris : 1931-1934)[54],[55], septembre-octobre 2018 (Portraits intimes)[56].
- Lavoir Charles-Vasserot, Saint-Tropez, juillet 2000.
- Mairie de Saint-Mandé, octobre-novembre 2000.
- Palexpo, Genève, avril-mai 2001.
- Maison Fompeyrouse, Cordes-sur-Ciel, été 2001[39].
- Weinstein Gallery, San Francisco, novembre 2001, 2009[21].
- Leonor Fini. Regards aux portes de l'insolite, centre d'art La Malmaison, Cannes, février-mai 2002.
- Rétrospective sur quatre musée au Japon : Bunkamura Museum of Art, Tokyo, Daimaru Museum, Umeda, Museum of Modern Art, Gunma, Nagoya City Art Museum (en), Nagoya, 2005.
- Leonor Fini, l'Italienne de Paris, musée Revoltella, Trieste, juillet octobre 2009[7].
- Leonor Fini. Lettres à André Pieyre de Mandiargues, dessins à l'encre de Chine, peintures, photographies, Institut suédois, Paris, décembre 2010[57].
- Leonor Fini. Pourquoi pas ?, Bildmuseet, Umea, janvier-mai 2014[58].
- Vacances d'artistes. 1956, Leonor Fini à Nonza, musée de Bastia, juin-septembre 2014[25],[59].
- Galerie Patrick Fourtin, Paris, novembre 2014-janvier 2015[60].
- Leonor Fini. Lithographies, dessins, aquarelles, salle d'animation de Saint-Dyé-sur-Loire, juillet 2016[61].
- Leonor Fini. Memorie Triestine, Instituto italiano di cultura, Bruxelles, novembre 2017 - janvier 2018[5].
- Leonor Fini. Dessins et gravures, musée de l'Hospice Saint-Roch, Issoudun, février-mai 2019[62].
- Leonor Fini. Theater of desire, 1930-1990, musée de l'érotisme, New York, février-avril 2019[63],[64],[65].
- Leonor Fini. Fêtes secrètes et autres contes, musée de l'Hospice Saint-Roch, Issoudun, février-mai 2019[66],[67].
- Léonor Fini : Théâtres Imaginaires, 19 janvier 2023- 22 mars 2023, Galerie Raphael Durazzo
- Leonor Fini: Small Faces, 7 Avril - 24 Mai 2025, Nagas, New York [68]

### Expositions collectives
- Le dessin surréaliste (exposition organisée par Paul Éluard), galerie des Quatre Chemins, Paris, 1934[12].
- Exposition internationale surréaliste, Londres, 1936, deux toiles : Jeu de jambes dans une clé de rêve et L'arme blanche[17].
- Leonor Fini et Max Ernst, Julien Levy Gallery, New York, 1936.
- Fantastic Art. Dada and Surrealism, Museum of Modern Art, New York, 1936.
- Leonor Fini et Stanislao Lepri, galerie Lehman, Alexandrie, 1951.
- Leonor Fini et Stanislao Lepri - Dessins, galleria Chiurazzi, Rome, avril 1952.
- Leonor Fini et Michele Cascella, Lausanne Palace, Lausanne et musée d'art et d'histoire de Genève, novembre 1954.
- French theater designers. Dimitri Bouchène, Roger Chapelain-Midy, André Delfau, Leonor Fini, Jean Hugo, Félix Labisse, Stanislao Lepri, Jean-Denis Malclès, Faulkner Gallery, Santa Barbara (Californie), 1957.
- Exposition organisée à l'occasion des États généraux du désarmement, Cercle Volney, Paris, mai 1963.
- Surrealist pictures from the Edward James collection - Giorgio de Chirico, Salvador Dalí, Max Ernst, Leonor Fini, René Magritte, Paul Nash, Pablo Picasso, Pavel Tchelitchev, Conseil des arts de Grande-Bretagne, Londres, 1969.
- Métamorphoses du désir. Hans Bellmer, Salvador Dalí, Paul Delvaux, Man Ray, Paul Wunderlich, château de Montbéliard, 1975.
- Leonor Fini et Stanislao Lepri, mairie de Nonza, août 1978, août 1993.
- La femme et le surréalisme, musée cantonal des beaux-arts de Lausanne, 1987.
- De Bonnard à Baselitz - Dix ans d'enrichissements du cabinet des estampes, 1978-1988, Bibliothèque nationale de France, 1992[44].
- Leonor Fini et Stanislao Lepri, maison de la Loire, Saint-Dyé-sur-Loire, juillet-septembre 1997.
- 15e Salon du livre de Genève, avril 2001[2],[69].
- Da de Chirico a Leonor Fini. Pittura fantastica in Italia, musée Revoltella, Trieste, juillet-octobre 2002.
- Angels of anarchy. Women artists and Surrealism, Manchester Art Gallery, octobre 2009-janvier 2010[17].
- De Cuno Amiet à Zao Wou-Ki - Le fonds d'estampes Cailler, musée d'art de Pully, février-avril 2013[70].
- "Et maintenant, aux fesses !" - 170e anniversaire de la naissance de Paul Verlaine, bibliothèques-médiathèques de Metz, avril-juin 2014[71].
- Cherchez la femme. Leonora Carrington, Suzanne Van Damme, Leonor Fini, Dora Maar, Dorothea Tanning, Toyen, Sotheby's Gallery, New York, octobre-novembre 2015.
- Dreamers awake, White Cube, Bermondsey, Londres, juin-septembre 2017[72].
- Cent lithographies de peintres contemporains, château-mairie de la Mothe, Mérinchal, août 2020[73].

## Réception critique et témoignages

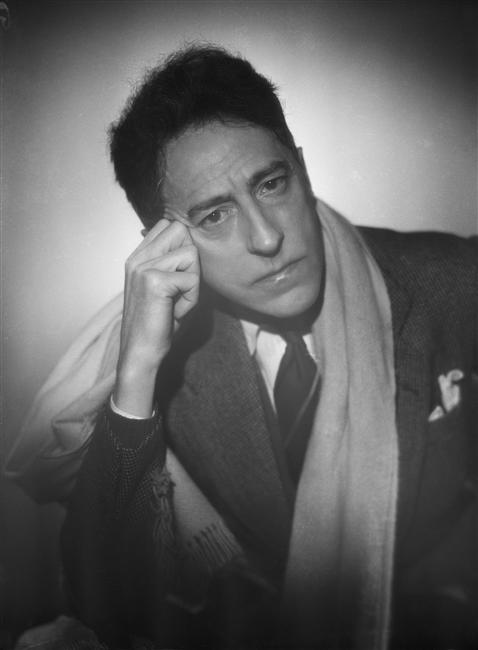
Jean Cocteau.

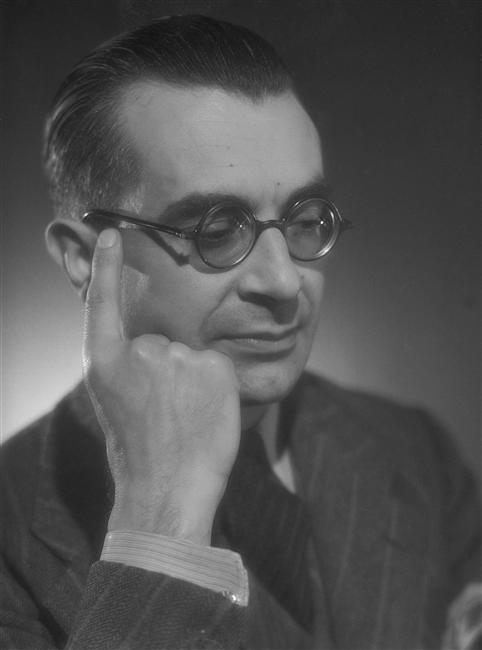
Roger Peyrefitte.

- « Ses tableaux sont des jeux et des luttes de femmes gourmandes et effrénées, drapées dans des tissus légers et roses comme des sorbets. » - Jean Cassou[74]
- « Une de ces rares femmes extraordinaires dont la rencontre me paraît essentielle, sinon déterminante, pour tout homme. » - André Pieyre de Mandiargues[75]
- « Leonor Fini résume, dans son réalisme irréel, toute une période récente dont le plus vrai que le vrai sera le signe. Elle y ajoute ses propres racines d'énigme et de tragique. Tout ce surnaturel lui est naturel. On ne saurait imaginer d'autres acteurs, ni d'autres décors, que ceux qu'elle tire du théâtre de son âme. » - Jean Cocteau[76]
- « Leonor Fini, qui porte en elle la nostalgie des grottes où "nagent les sirènes", des demeures à souterrains secrets et des fêtes galantes d'antan, suggère dans ses tableaux des voluptés indicibles. Ses travestis et ses masques surgissent d'un foisonnement d'eau aimantée, parmi les roches aurifères, aux lumières changeantes de palais des mirages. » - Patrick Waldberg[77]
- « Victor Brauner, Giorgio de Chirico, Max Ernst ont salué l'itinéraire technique d'un œuvre où l'économie de la forme traduit paradoxalement la complexité des moyens. Dans les portraits qu'elle fit de ses amis comme dans ses nombreuses illustrations de livres, si "le moral et le physique se croisent, se confondent", comme elle le reconnaît elle-même, c'est que son geste, aux frontières du formel et de l'informel, traduit des sollicitations inconscientes tout en y participant… Au gré des métamorphoses, la palette de l'artiste s'enrichit, du rouge profond des Gardiennes, forces souterraines et parentes du feu originel, au vert bleuté des fonds marins où s'embrasent des créatures fantastiques nées des algues et aux tons ocres des fossiles de la Mémoire géologique. De l'eau, du feu, de la terre, jaillissent des formes capricieuses, sirènes étranges ou monstres aux multiples têtes dont le masque charnel s'estompe et découvre le squelette, signe de l'indifférenciation élémentaire. Les tableaux presque abstraits des années soixante sont l'aboutissement de ce retour aux origines où la forme se défait progressivement au profit de la couleur. » - Les Muses, encyclopédie des arts[10]
- « Puisque j'ai décidé de me confesser, voilà un aveu qui surprendra beaucoup de mes lecteurs : j'ai eu une liaison avec Leonor Fini. Ma liaison fut brève : l'espace d'un portrait, le mien, dont elle m'a gentiment fait cadeau, et qui orne mon bureau. Cette femme extraordinaire, très intelligente et complètement folle elle aussi, m'avait séduit par son côté italien... Leonor ne serait pas la grande artiste qu'elle est si, avec ses défauts, elle n'avait pas une extraordinaire sensibilité et un grand sens esthétique. » - Roger Peyrefitte[22]
- « Le jeu des lignes, en un mouvement double qui clôt et dévoile à la fois, manifeste la nature véritable, l'essence de la ligne. Si la ligne semble ménager dans la page le contour des choses, elle n'est pas cependant chose ajoutée aux choses ni même chose dans les choses. Simple relais des apparences et ne leur appartenant pas, elle est ce grâce à quoi les choses viennent à paraître. Dans les moments les plus clairs de l'œuvre de Leonor Fini, lorsqu'elle se déploie en entrelacs compliqué et nerveux, c'est toujours avec une justesse efficace, une délicatesse sans mièvrerie. Sa grâce est facile à la manière du chant mozartien chargé sous le vertige sensuel des arabesques les plus ténues. De sorte que même les dessins parachevés conservent la fraîcheur spontanée de l'esquisse et du premier mouvement. La rapidité de la ligne à saisir l'éphémère, le transitoire, sert excellemment les thèmes toujours repris de l'ambiguïté de l'origine et de la mue. » - Jean-Claude Dedieu[78]
- « Des peintures savantes, mélancoliques, travaillées, tout embuées d'un autre univers, désiré, désirant, intérieur, affleurant toutefois par plaques et reliefs, à l'extrême d'une tension où la peinture se transmue en une maladie qui serait le contraire d'une maladie. » - Jacques Audiberti[79]
- « Une sensualité vaguement perverse et parfois fascinante faisant songer à Gustav Klimt, à André Pieyre de Mandiargues, une inspiration érotico-fantastique qui s'apparente parfois à celle de Hans Bellmer : ses œuvres mettent en scène sous un éclairage classique les fantasmes de leur auteur. La réussite, donc le succès, tient plus à l'exécution volontairement classique, proche des maniéristes du XVIe siècle et même des peintres du Quattrocento, qu'à l'inspiration répétitive des thèmes. » - Gérald Schurr[50]
- « Sa peinture transposa successivement des silhouettes d'adolescentes, des paysages fantastiques, des femmes chauves, des germinations au style presque abstrait, de nouveau des personnages, mais toujours marqués par l'étrangeté. La volonté de se référer au fantastique est évidente, le recours à l'érotisme morbide peut paraître parfois forcé ; ce qui en fait peut-être la principale qualité est le climat véritablement trouble, créé par la beauté surannée d'une technique éprouvée alliée à l'ambiguïté des sujets traités. L'étrange séduction d'un jeune éphèbe nu enveloppé de fourrures se trouve accentuée d'être représentée avec la religiosité des techniques anciennes. La somptuosité des fourrures et des étoffes lourdes augmente la touffeur du climat. » - Jacques Busse et Christophe Dorny[32]
- « As did several of her peers - particularly Leonora Carrington and Remedios Varo, Fini extended her conception of the feminine to both the natural world and the preternatural phenomena of magic and alchemy. "I like to feel myself in a state of metamorphosis like certain animals and plants" she once remembered. Her various portraits of herself with - or as - animals evidence this identification. » - Ara H. Merjian[80]

## Distinctions
- Prix du syndicat de la critique 1969 : meilleur créateur d'élément scénique pour Le Concile d'amour
- Membre de l'Académie royale des sciences, des lettres et des beaux-arts de Belgique, 1977.

## Hommages

### Voirie

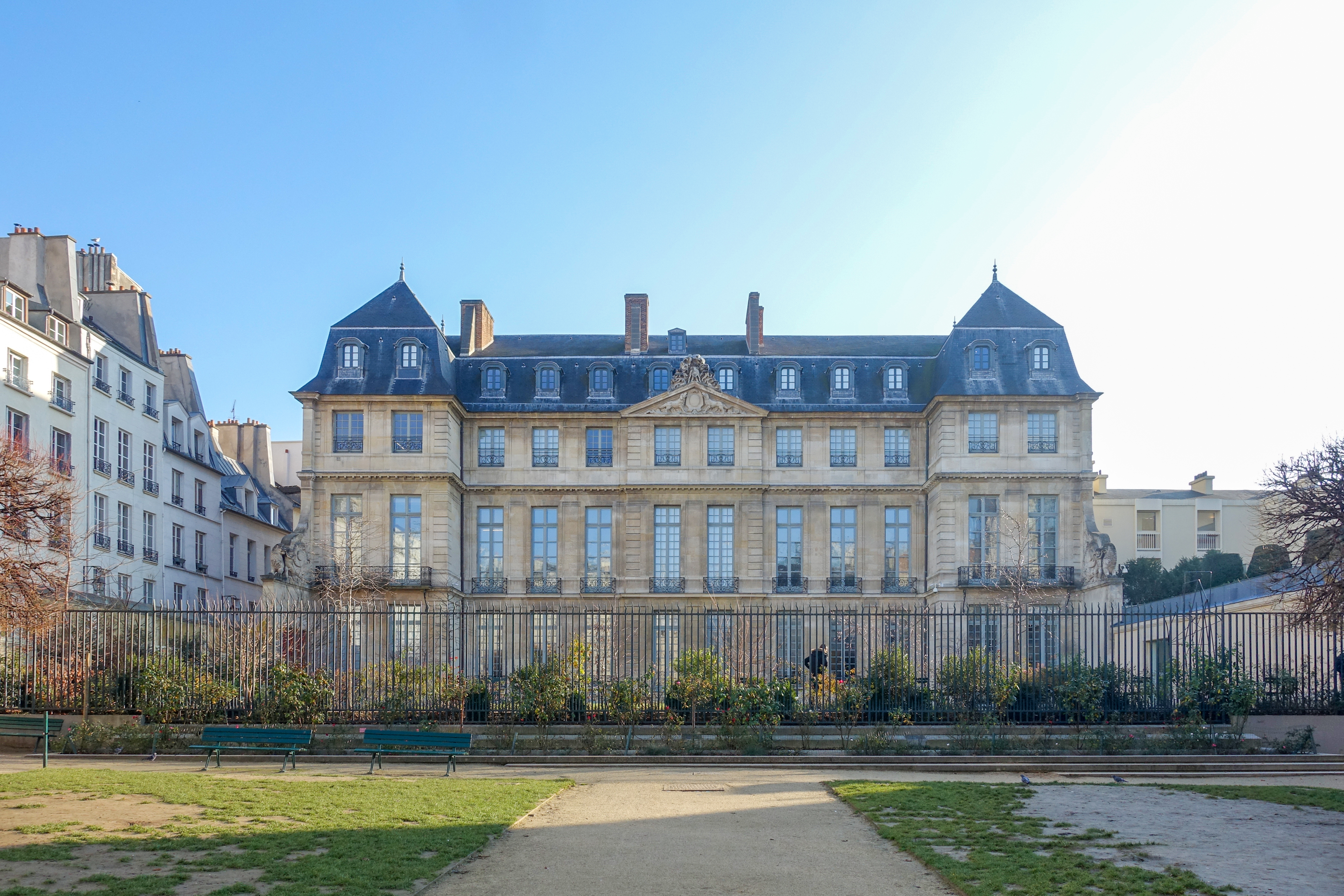
Jardin de l'Hôtel-Salé - Léonor-Fini à Paris.

- Le jardin de l'Hôtel-Salé - Léonor-Fini, situé rue des Coutures-Saint-Gervais dans le 3e arrondissement de Paris, est ainsi nommé en hommage à l'artiste.
- Les villes de Bétheny, Brest, La Ville-aux-Dames, Reims, Montpellier et Villejuif possèdent une voie portant de nom de Leonor Fini.
- La muraille du quai de Loire à Saint-Dyé-sur-Loire est appelée « promenade Leonor-Fini »[61].

### Haute couture
- La collection de prêt-à-porter printemps-été 2018 de Christian Dior est dite par Maria Grazia Chiuri être inspirée de Leonor Fini et se veut un hommage à l'artiste[81],[82].

### Musique de chambre
- Le déjeuner de soleil de Lucien Guérinel (2002) est dit par le compositeur inspiré du tableau éponyme de Leonor Fini. Simon Corley confirme : « Destiné à une formation pour le moins originale — violon, célesta, percussion (quatre exécutants) — ce quart d'heure d'un seul tenant offre un riche écho aux propos d'Yves Bonnefoy sur l'artiste française d'origine italienne, tels que rapportés par le compositeur : "le monde de la vision, mais aussi celui de la sensation, le labyrinthe de l'infini et la plage de l'absolu" »[83].

### Numismatique
- La Monnaie de Paris a édité une médaille en bronze en hommage à Leonor Fini. Œuvre du sculpteur Riccardo Scarpa, elle porte sur son avers le visage de Leonor Fini et sur son revers sa main dessinant un chat[84].

### Iconographie
- Achille Funi a peint à la fin de la décennie 1920 un Portrait féminin acquis en 1954 par le musée Revoltella de Milan et aujourd'hui formellement identifié comme étant le portrait de Leonor Fini[85],[86],[87].
- Robert Tatin a réalisé une statue en ciment, Hommage à Leonor Fini, conservée dans l'allée des Géants du musée Robert-Tatin à Cossé-le-Vivien[88].
- Man Ray[89], Henri Cartier-Bresson, Wanda Wuls (1928)[7], Karl Heinz Bast, Cecil Beaton, Erwin Blumenfeld, Eddy Brofferio, Arturo Ghergo (it), George Platt Lynes, Dora Maar, Lee Miller, André Ostier, Richard Overstreet, Veno Pilon et Roger Vadim ont notamment portraituré Leonor Fini en la photographiant[12],[90].

## Collections publiques

### Belgique
- Bruxelles, musée royal d'Art moderne : Personnages de ballet, trois dessins à l'encre de Chine[91].
- Arlon, musée Gaspar, collection de l'Institut archéologique du Luxembourg Visage, lithographie[92].

### Canada
- Victoriaville, hôtel des Postes.

### États-Unis
- Chicago, Art Institute of Chicago : Le Sphinx, gouache, 1970.
- New York, Metropolitan Museum of Art.
- San Antonio, musée d'Art McNay.
- San Francisco, California Palace of the Legion of Honor.

### France
- Grenoble, musée de Grenoble : Mandoliniste, 1933.
- Issoudun, musée de l'Hospice Saint-Roch : 600 gravures (donation Cécile Reims et Fred Deux[66] ; reconstitution à l'identique, dans une scénographie de Giovanna Piraira, du salon de Leonor Fini dans son appartement de la rue La Vrillière à Paris. La moquette est un modèle exclusif signé Leonor Fini[93],[94],[95],[96].
- Mérinchal, château-mairie de la Mothe, lithographie (donation Jean Triolet)][73]
- Paris :
  - département des estampes et de la photographie de la Bibliothèque nationale de France : Variation des apparences, sept planches, burin et pointe-sèche[44].
  - musée d'Art moderne de la ville de Paris :
    - Portrait d'enfant, 1935 ;
    - Portrait de Monique Beaumont, 1950.

  - Musée national d'art moderne : Femme travestie, 1932.
  - Opéra national de Paris : costumes pour Tannhaüser, 1963.

### Italie
- Ferrare, palazzo Massari, Pavillon d'art contemporain (it) : Portrait d'Achille Funi.
- Gualtieri, palazzo Bentivoglio, Donation Tirelli : trois dessins offerts par Leonor Fini au couturier Umberto Tirelli (it).
- Milan, Galerie d'art moderne.
- Rome :
  - Galerie nationale d'art moderne et contemporain.
  - musée Mario Praz : Sphinx, 1950.
- Trieste, musée Revoltella : Portrait d'André Pieyre de Mandiargues déguisé en mendiant, 1935.
- Venise, Collection Peggy Guggenheim : La Bergère des sphinx, 1941[77],[97].

### Japon
- Miyazaki, musée préfectoral d'art de Miyazaki : Les deux Crânes, 1950.

### Pologne
- Łódź, Musée d'art de Łódź (en).

### Royaume-Uni
- Londres, Tate Modern : Petit sphinx ermite, 1948.

### Suisse
- Genève, musée d'Art et d'Histoire : Nu, 1941.

## Collections particulières

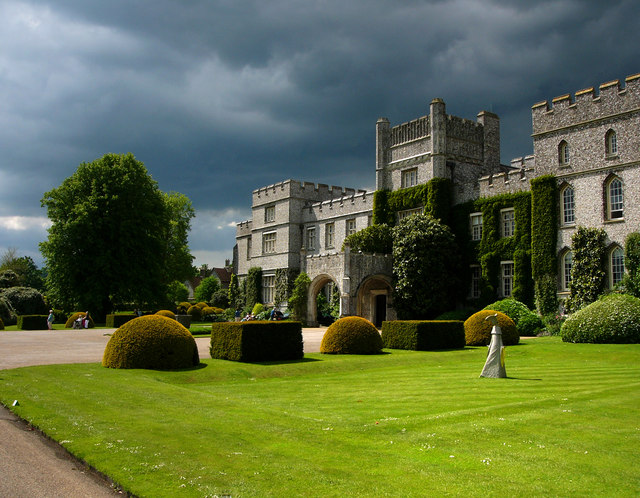
West Dean House.

- Collection Giorgio Cociani, Trieste[5].
- Suzanne Flon[18].
- Edward James, West Dean House (en), West Dean (Sussex de l'Ouest)[98].
- Collection Kesauri[99].
- Ancienne collection Hector Pascual, Portrait d'Hector Bianciotti, huile sur toile, ainsi que dix dessins à la plume et à l'encre de Chine[100].
- Roger Peyrefitte, Paris, Portrait de Roger Peyrefitte, huile sur toile[22].

### Filmographie
- Gabriel Pomerand, La Légende cruelle, 1951.
- Chris Vermorcken, Leonor Fini, documentaire, durée 100', Films Dulac, 1989.
- Giampaolo Penco, Mais où est Leonor ?, documentaire, Trieste Contemporanea, Videoest, 2009 (présentation en ligne).

### Télévision
- « Leonor Fini : comment vivre sans chat ? », émission 30 millions d'amis, 8 mai 1982 (visionner en ligne, archives INA, durée : 10'35").
- Marie-Magdeleine Brumagne et Yvan Butler, « Leonor Fini », émission Champ libre, 17 octobre 1986 (visionner en ligne, archives RTS, durée : 6'06").